# Махореро (сыр)
Махореро (испанский: [maxoˈɾeɾo]) — сыр из козьего молока из Испании. Подобно манчего, этот твёрдый сыр имеет молочный ореховый привкус, который хорошо сочетается с различными продуктами из груш. Он бледно-белого цвета и поставляется с большими колёсами. В настоящее время он защищён европейским законодательством со статусом защищенного обозначения происхождения (PDO).
Махореро родом с острова Фуэртевентура на Канарских островах. Слово Mahorero (Махореро) — это слово гуанчей, которое до сих пор используется для описания жителей Фуэртевентуры. Этот остров имеет богатые сельскохозяйственные традиции, и козы были очень важны для их экономики. Именно козы Махорера дают молоко для этого сыра.
Сыр Махореро обычно доступен в трех вариантах: в натуральной кожуре, натертой маслом, натертой пиментой или с жареным гофио. Сыр имеет слегка тягучую текстуру. Вкус кислый, с маслянистым, но не соленым привкусом. Этот сыр очень универсален, его можно использовать с макаронами, картофелем и многими овощами.
После дойки добавляется сычужный фермент ягненка, и через час образуется простокваша. Эту простоквашу необходимо взбить и слить, чтобы удалить сыворотку. Затем сыр сильно прессуется и формуется. Сверху натирают сухой солью. Сыр необходимо проветрить в течение нескольких дней, прежде чем его можно будет есть, или его можно выдержать в сухих помещениях для созревания. После выдержки сыр можно натереть маслом или гофио, чтобы предотвратить чрезмерное высыхание и придать ему разные вкусы и текстуры.